# Асташова, Светлана Сергеевна
Светла́на Серге́евна Асташо́ва (Асташёва) (30 августа 1981) — белорусская футболистка. Выступала за сборную Белоруссии.

## Биография
В начале карьеры играла за клубы Белоруссии. В 1994 году пришла в «Трикотажницу» из Бобруйска. В январе 2003 года в составе «Бобруйчанки» принимала участие в турнире «Дружба-2003». В конце 2003 года снова играла за бобруйский клуб и стала обладательницей Кубка Белоруссии.
В 2000-е годы выступала за клубы высшей лиги России — «Энергетик-КМВ» (Кисловодск), «Спартак» (Москва), «СКА-Ростов-на-Дону», «Надежда» (Ногинск). В составе «Спартака» становилась серебряным призёром чемпионата России (2006) и двукратной финалисткой Кубка России (2005, 2006). В течение 2004 года играла за футбольный клуб Алма-КТЖ, прошла в группу кубка УЕФА.
В 2010 году после паузы, связанной с рождением ребёнка, стала выступать в чемпионате Белоруссии. В составе «Бобруйчанки» стала чемпионкой страны (2010, 2011, 2012) и обладательницей Суперкубка (2011, 2012). В составе «Минска» также выигрывала золотые награды (2013, 2014), становилась победительницей Кубка Белоруссии (2013, 2014) и Суперкубка страны (2014). Зимой после сезона 2014 года новый тренер «Минска» не продлил контракт с ней. В 2014 году окончила университет физкультуры. Было предложение из «Бобруйчанки», но Асташова его не рассматривала, поскольку всегда играла в сильных клубах. Обратилась к директору РЦОП Владимиру Пигулевскому, попросилась в «Зорку-БДУ». После перехода в «Зорку-БДУ» стала играть на позиции центрального защитника. С клубом «Зорка-БДУ» была серебряным призёром чемпионата (2015, 2016, 2017), финалисткой национального Кубка (2015, 2016, 2017) и обладательницей Суперкубка (2017), была капитаном команды. В конце карьеры снова играла за «Бобруйчанку», не добивавшуюся успехов в этот период. За период карьеры играла на всех позициях кроме вратаря. Всего в чемпионатах Белоруссии забила более 100 голов. В 2012 году стала автором 38 голов (второе место в споре бомбардиров сезона), в 2013 году забила 21 гол (вошла в пятёрку лучших). Неоднократно забивала три и более голов за матч, в одной из игр забила семь голов. В составе «Бобруйчанки» и «Минска» принимала участие в матчах еврокубков.
Выступала за национальную сборную Белоруссии. Дебютировала за сборную 18 октября 2003 года в матче против сборной Израиля. 12 мая 2006 года играла в матче отборочного турнира ЧМ-2007 против Исландии на позиции левого вингера. В 2013—2015 годах сыграла семь матчей в отборочных турнирах чемпионатов мира и Европы. Всего за сборную провела 16 матчей.

## Достижения
- Чемпион Белоруссии (14)[1]
- Обладательница Кубка Белоруссии по футболу среди женщин: 2003, 2013, 2014
- Обладательница Суперкубка Белоруссии (2017)
- Чемпион Казахстана (2004)[2]
- Лучшая футболистка Белоруссии (2): 2006, 2015[1].

## Личная жизнь
В сентябре 2010 года родила сына Иосифа, которого назвала в честь Сталина.